# I Belong
"I Belong" foi a canção britânica no Festival Eurovisão da Canção 1965 que decorreu em 20 de março de  1965 em Nápoles, Itália. Foi interpretada em inglês por Kath Kirby.
Foi a segunda canção a ser interpretada na noite do evento, a seguir à canção belga "'t Is genoeg" e antes da canção espanhola ¡Qué bueno, qué bueno!", cantada por Conchita Bautista. Terminou em 2.º lugar, recebendo 26 pontos. No ano seguinte, em 1967, O Reino Unido far-se-ia representar com o tema  "A Man Without Love", cantada por  Kenneth McKellar.

## Autores
- Letrista: Phil Peters
- Compositor: Peter Lee Sterling
- Orquestrador: Eric Robinson

## Letra
A canção relata a perspetiva de uma mulher que exprime o seu amor por alguém, sendo esta a primeira vez, em sua vida, que conhece o amor.

## Versões
- "Tu sei con me" (em italiano)
- Versão alternativa (inglês) [2:18]